# 超声造影成像
超声造影成像是超声造影剂在传统超声成像中的应用。超声造影剂靠声波在不同介质的交界面反射的方式不同来增强对比。这种交界面可以是小气泡的表面，或者其它更加复杂的结构。市面上能买到的造影剂大多是含气体的微泡（微米量级），通过静脉被引入人体血液循环系统。微泡具有很强的声阻抗，从而可以有效的反射声波，而这种反射效果要远高于气泡周围的液体（血液、淋巴液）和生物组织。因此，在超声成像中使用造影剂可以有效的增强超声波的反射，从而獲得更高的图像解析度。造影剂强化超声可以用于观测器官中的血液灌注（perfusion），测量心脏或其他器官中的血液流速，以及其他一些用途。